# Михайло Подоляк
Михайло Михайлович Подоляк (на украински: Миха́йло Миха́йлович Подоля́к) е украински политолог и журналист, съветник на ръководителя на президентската администрация на Украйна (от април 2020 г.).

## Биография
Роден е на 16 февруари 1972 г. в град Лвов, Украинска ССР, СССР. Прекарва детството си в Лвов и Нововолинск. През 1989 г. се премества да живее в Белоруска ССР, там той завършва Беларуския държавен медицински университет.
През 1990-те години Михайло Подоляк е на работа като журналист в изданията „FM-бульвар“, „Час“, „Народна воля“ и „Белорусская деловая газета“.
През 2002 г. Анатолий Тозик, който е ръководител на Комитета за държавен контрол на Беларус завежда дело срещу Подоляк за публикации в опозиционния вестник „Наша свобода“. В статията се говори за факта, че президентът на републиката Александър Лукашенко „възпрепятства развитието на руско-беларуското икономическо сътрудничество“, както и за трудните отношения на Анатолий Тозик с главния прокурор Виктор Шейман. Ръководителят на Комитета за държавен контрол обвинява Подоляк в клевета и иска от него 120 000 долара като компенсация за морални щети.
На 2 август 2002 г. съдът на Московския окръг на Минск удовлетворява иска, но решава сумата поискана от Тозик да е по-малка: 54 000 долара от вестника и 2700 долара от Михайло Подоляк. Вследствие на което, изданието не разполага с пари да плати глобата и да продължи дейността си, поради което престава да съществува. Тогава Подоляк изразява мнение, че делото е „набързо направена политическа поръчка“, а „изходът от съдебното заседание е ясен от самото начало, тъй като генерал Тозик защитава честта и достойнството на президента на Беларус – Александър Лукашенко“.

### Депортиране от Беларус
Към 2004 г. Подоляк е заместник главен редактор на опозиционния беларуски вестник „Время“. На 21 юни служители на КГБ на Беларус влизат в дома му и му дават срок от половин час да опакова нещата си. Беларуските власти обвиняват Подоляк в това, че дейността му „противоречи на интересите на държавната сигурност“, а материалите съдържат „клеветнически измислици за реалната ситуация в страната, призиви за дестабилизиране на политическата ситуация в Беларус“. Той бива депортиран в Украйна и лишен от правото си да посещава Беларус за срок от пет години.